# Natale a New York
Natale a New York è un film italiano del 2006 diretto da Neri Parenti.
È il primo film realizzato da Neri Parenti dopo la separazione artistica tra Christian De Sica e Massimo Boldi. Prodotto da Aurelio De Laurentiis, è stato scritto da Neri Parenti, Fausto Brizzi, Marco Martani, Alessandro Bencivenni, Domenico Saverni.

## Trama
Camillo Ferri, in arte Lillo, è sposato da 25 anni con Milena. Ex cantante di piano-bar, l'uomo ha resistito ad ogni tentazione femminile per salvaguardare se stesso dalla perdita degli enormi vantaggi ottenuti con il matrimonio: sua moglie, infatti, è una donna ricchissima che però, secondo un contratto stipulato con il suocero, lo lascerebbe senza un soldo in caso di divorzio a causa di tradimento. Un giorno Lillo incontra Barbara, una sua vecchia fiamma nonché ex Miss Ciociaria, una bellissima donna sposata col facoltoso Claudio Ricacci (con il quale ha fatto lo stesso contratto prematrimoniale di Lillo) che si innamora perdutamente di lui al punto da volerlo sposare.
Intanto Lillo, Milena e la figlia Carlotta partono per trascorrere le vacanze di Natale nella loro casa a New York; Barbara invece aveva detto a Lillo che avrebbe trascorso le Vacanze natalizie ai Caraibi con Claudio.
inaspettatamente invece Barbara e Claudio cambiano programma e anche loro decidono di passare le Vacanze a New York (in realtà Claudio ha deciso questo cambiamento per stare con la propria amante che per scherzo del destino è proprio Carlotta la figlia di Lillo).
Barbara, sospettando fortemente che suo marito Claudio abbia una relazione, confida a Lillo di avere un piano per smascherarlo, divorziare e prendersi metà del suo patrimonio e potersi sposare con Lillo ( infatti il contratto di Barbara e Claudio prevedeva una postilla che se invece fosse stato quest’ultimo a tradirla avrebbe dovuto cedergli metà del suo patrimonio).
Lillo scopre che Barbara in realtà è a New York e con una scusa gli inventa che si trovava lì in quanto assunto come pianista dal Roosevelt Hotel, proprio perché appunto non gli aveva mai rivelato di essere in realtà sposato e con una situazione economica agiata. 
Per evitare di rovinare la propria vita agiata, Lillo non esita a mettere in guardia il suo rivale dai continui trabocchetti messi in atto da Barbara, decisa a smascherare l'infedeltà di Claudio così da rendere vano il contratto di matrimonio.
All'albergo Lillo fa la conoscenza di Lello, figlio di un collega amico di Lillo e pianista: anche lui avrà le sue disavventure, tra il direttore che lo vessa fino a licenziarlo e le vicissitudini con la figlia di Lillo e Milena, Carlotta, sulla quale cerca di far colpo.
Nel frattempo, a Milano, il giovane chirurgo Filippo Vessato, membro dello staff dello spietato professor Severino Benci - un luminare della medicina laureatosi a New York 20 anni prima - è in procinto di essere promosso a viceprimario, e deve al contempo recarsi a New York per sposarsi con la propria fidanzata italoamericana Mary, la quale ha già pianificato la cerimonia nei minimi dettagli scegliendo già i testimoni di Filippo e la destinazione del viaggio di nozze. L'inflessibile primario concede a Filippo solo quattro giorni di vacanza, durante i quali quest'ultimo deve portare a termine anche un favore personale per Severino, ossia portare Francesco e Paolo Benci (rispettivamente suo figlio e suo nipote), il suo regalo di Natale. Severino racconta a Filippo che Francesco e Paolo studiano al Riverside College, la stessa università in cui lui aveva studiato, e che sono due studenti modello. Giunto negli Stati Uniti, Filippo scopre che i due ragazzi sono in realtà due veri fannulloni e imbroglioni che avevano messo a punto un piano per apparire come studenti modello (e che lo divulgavano a pagamento). Tuttavia, Filippo decide senza esitazione di stare dalla parte dei due ragazzi e di coprire il loro segreto, anche come rivalsa nei confronti del severo primario. Grazie a questo, Filippo viene "adottato" dai due e diventa velocemente amico con quasi tutti gli studenti del Riverside College.
Sarà poi il professor Benci a rivelare all'improvviso un lato di sé completamente inaspettato: infatti, Benci aveva deciso di fare una sorpresa a figlio e nipote in seguito ad una bugia raccontata da Vessato, che gli aveva annunciato l'imminente premiazione di Paolo e Francesco come migliori studenti dell'anno. Giunto a New York, dopo alcune disavventure con Vessato, Severino viene a scoprire che Paolo e Francesco erano stati sì premiati, ma come "fancazzisti" dell'anno. Il giorno dopo Benci è furibondo, licenzia Vessato e chiede un incontro al rettore per far controllare ogni momento figlio e nipote. Ma proprio negli stessi minuti si stava celebrando all'università il ventennale della nascita della confraternita dei "fancazzisti", di cui Francesco e Paolo facevano parte.
I due ragazzi vengono a scoprire che l'anonimo fondatore non era altro che il professor Severino. In questa nuova situazione riescono quindi a patteggiare: altri due anni massimo di "fancazzismo" prima di mettersi a studiare sul serio e reintegro immediato con promozione a viceprimario per il dottor Vessato. Arriva infine per quest'ultimo il giorno delle nozze con l'egoista fidanzata. In chiesa da una parte ci sono gli amici di Mary, tutti provenienti dalla classe altolocata newyorchese, dall'altra gli amici di Vessato conosciuti al Riverside College (tanto che Filippo aveva deciso di sostituire i testimoni assegnatigli da Mary con Francesco e Paolo). La sposa, disgustata, chiede a Filippo di mandarli tutti fuori, e quest'ultimo lo fa: tuttavia, poco dopo anche lui esce a propria volta, annullando il matrimonio e fidanzandosi con Sylvia, la ragazza del Riverside College con cui si era trovato accidentalmente a letto la sera precedente.
Alla fine Lillo non riesce a resistere alla tentazione di Barbara, con la quale tradisce Milena; stessa cosa fa Claudio la cui amante è, ironia della sorte, Carlotta Ferri, figlia di Lillo.
Barbara e Milena ingaggiano un detective privato che fotografi i rispettivi mariti in flagrante. Lillo riesce a intercettare le foto ma si fa ingenuamente scoprire da Milena, che però prende la busta sbagliata e, aprendola, scopre le foto di Carlotta con Claudio. Lillo, Milena e Carlotta a quel punto vanno da Claudio per rimproverarlo. La famiglia Ferri promette la massima discrezione sulla faccenda, ma a quel punto irrompe Barbara con l'altra busta delle foto e la apre frettolosamente, credendo che esse ritraggano il marito: invece ritraggono proprio lei e Lillo, il tutto agli occhi di Milena, che, con non-chalance, annuncia immediatamente la fine del matrimonio con Lillo. Quest'ultimo, in un monologo conclusivo, racconta al pubblico, superando la quarta parete, il finale delle varie vicende: Lello è riuscito a conquistare Carlotta e i due si sono fidanzati; i coniugi Claudio e Barbara, vista l'infedeltà reciproca, decidono di perdonarsi a vicenda, continuando comunque ciascuno con le proprie scappatelle; Milena si è fidanzata con il professor Benci dopo un incontro con colpo di fulmine all'aeroporto (unico punto di raccordo fra le due vicende narrate nel film); il protagonista invece, divorziato e senza più soldi in tasca, è costretto a tornare al vecchio mestiere di pianista, lasciando agli spettatori un ammonimento: con un linguaggio "colorito", invita tutti coloro che sposano una persona ricca a tenere a bada i propri ormoni e le proprie pulsioni sessuali.

## Distribuzione
Il film è uscito in Italia il 15 dicembre 2006.

## Accoglienza
Con 23559371 € di incasso, è al 34º posto tra i film con maggiori incassi in Italia.

## Riconoscimenti
- 2007 – Nastro d'argento
  - Candidatura per il Miglior produttore a Aurelio De Laurentiis
- 2007 – Golden Graals
  - Candidatura a Miglior attore in un film commedia a Fabio De Luigi